# كأس المثابرة 1999
وهي رابع بطولة كأس السوبر في العراق والتي تقام بين بطل بطولة الدوري وبطولة الكأس.
وفاز بلقب هذه البطولة للمرة الثانية على التوالي نادي الزوراء (بطل الكأس والدوري) بعد فوزه على نادي الطلبة (وصيف بطولتي الدوري والكأس) بضربات الترجيح (5-4) بعد أن انتهى الوقت الأصلي والإضافي للمباراة (2-2).
أقيمت المباراة يوم 15 أيلول 1999، وسجل الأهداف للزوراء ياسر عبد اللطيف وعباس رحيم، وسجل هدفي الطلبة اللاعب علاء كاظم.